# Irfan Ljubijankić
Irfan Ljubijankić (* 26. November 1952 in Bihać; † 28. Mai 1995 in Cetingrad, Kroatien) war ein bosnisch-herzegowinischer Politiker. 

## Biografie
Ljubijankić, der nach dem Studium der Medizin an der Medizinischen Fakultät der Universität Belgrad als MKG-Chirurg tätig war, begann seine politische Laufbahn, als er am 18. November 1990 bei den ersten demokratischen Wahlen in Bosnien und Herzegowina zum Abgeordneten des Parlaments gewählt wurde und später zu einem der Führungskräfte der Partei der demokratischen Aktion (Stranka demokratske akcije) von Alija Izetbegović wurde.
1991 wurde er zum Präsidenten des Kreises (Okrug) Bihać ernannt und bekleidete dieses Amt bis zum Oktober 1993. Als der Krieg in Bosnien und Herzegowina im Frühjahr 1992 begann, war Bihać von serbischen Truppen aus den besetzten Gebieten in Kroatien und innerhalb Bosniens umlagert. Abgeschnitten von der Welt musste der Ort daher starke Leiden über sich ergehen lassen. Statt weiterhin ausschließlich als Politiker tätig zu sein, entschloss er sich nebenbei freiwillig seine Arbeit im Krankenhaus der Stadt fortzusetzen. Dabei waren seine Erfahrungen in Gesichtschirurgie besonders wertvoll zu dieser Zeit, da dadurch viele Schrapnellverletzungen sachgerecht behandelt werden konnten.
Am 29. Oktober 1993 wurde er von Ministerpräsident Haris Silajdžić zum Außenminister in die Regierung berufen. In dieser Funktion begann er unmittelbar mit seinen Bemühungen nach einer diplomatischen Friedenslösung für Bosnien und Herzegowina. In einer seiner letzten offiziellen Amtsgeschäfte war er Repräsentant beim 50. Jahrestag zum Ende des Zweiten Weltkrieges am 8. Mai 1995 in London. 
Am 28. Mai 1995 fiel Ljubijankić als Passagier eines Hubschraubers Mi-17 über Cetingrad dem Beschuss durch eine 2K12-Flugabwehrrakete zum Opfer. Er hinterließ seine Frau und zwei Kinder. Nachfolger als Außenminister wurde Muhamed Sacirbey.
Ljubijankić zu Ehren gab der Sänger Yusuf Islam, besser bekannt als Cat Stevens, 1997 ein Benefizkonzert in Sarajevo und nahm ein Benefiz-Album benannt nach einem von Ljubijankić geschriebenen Song auf, I Have No Cannons That Roar.